# Nuuk Marathon
Nuuk Marathon er et årligt marathon, der løbes i Nuuk, Grønlands hovedstad. Det har været afholdt siden 1990 og tiltrækker omkring 350 løbere.

## Rute
Nuuk Marathons rute er på 21.097,5 meter, der løbes to gange. Ruten passerer den gamle del af byen med kolonihavnen samt forstaden Nuussuaq og lufthavnen og den nye bydel, Qinngorput. Løbet vurderes som et hårdt maratonløb pga. rutens store højdeforskelle.
Nuuk Marathon blev i 2011 vundet af løberne Kim Godtfredsen i tiden 2:43:27 og Liza Tuperna Itzchaky i tiden 3:12:41.
I 2012 vandt langrendsløberen Martin Møller i tiden 2.46,13 timer.